# Олибол
Олибол (нидерл. Oliebol), мн. ч. олиболлен (нидерл. Oliebollen), (фр. Croustillons), (нем. Ölkugeln), «масляные шарики» или «масляные луковицы» — кондитерское изделие, традиционные бельгийские и голландские пончики, приготовленные во фритюре, которые подают на Новый год на праздничный стол, а также едят на новогодних и рождественских ярмарках.
По традиции на Новый год, когда часы бьют двенадцать, голландцы открывают шампанское и закусывают его олиболами. Жители Нидерландов верят, что они приносят удачу и счастье в новом году. Вероятно, это поверье связано с германской легендой про колдунью Перхту, которая на Йоль спускается на землю в окружении злых духов, чтобы наказывать людей своим мечом (по другой версии, чтобы поживиться содержимым их желудков), но он будет скользить по телу, если наедаться жирной пищей.
Американский исследователь Пол Маллинс в своей книге «Глазированная Америка: история пончика» пришёл к выводу, что олиболы (olykoek) могут считаться прародителями современных американских пончиков (донатов). Они попали в Северную Америку с первыми голландскими колонистами.

## Название
В течение многих столетий использовался термин oliekoek («масляный пирожок»). Так, «oliekoeken» на картине Альберта Кёйпа (ок. 1652) очень похожи на современные олиболы. В течение девятнадцатого века слово oliebol становилось все более популярным. В 1868 году Большой словарь голландского языка Ван Дейла записал эти пончики как «oliebol». Однако в то время это не был общеупотребительный термин, об этом свидетельствует Словарь нидерландского языка (1896). Oliekoek упоминается в нём как более распространенное название. Но с начала XX века это популярное голландское кондитерское изделие определяют уже только как oliebol.

## Происхождение
Считается, что подобные жареные булочки употреблялись германскими племенами на территории нынешних Нидерландов ещё во времена празднования языческого праздника Йоль, в период между 26 декабря и 6 января.
По другой версии, олибол прибыл из Португалии. Предполагается, что португальские евреи, бежавшие в Нидерланды от инквизиции, привезли с собой и этот рецепт. Масло в рецепте и названии — это память о священном масле, которое заливали в меноры-семисвечники в Иерусалимском храме.
Самый ранний обнаруженный рецепт oliekoecken был найден в голландской кулинарной книге 1668 года De verstandige kock («Мудрый повар»).

## Географические различия
В некоторых регионах Бельгии (Фландрии) это кондитерское изделие также называют Smoutebollen или Smoutebol (нем. Schmalzkugeln), потому что традиционно их готовили на сале, животном жире (в Голландии их жарили в рапсовом масле). Другое различие между голландским олиболом и фламандским смоутеболом заключается в том, что смоутебол обычно не имеет начинки, в отличие от голландского олибола. Начинка олибола может состоять из изюма, смородины, яблок, кусочков апельсина или взбитых сливок.

## Приготовление
Тесто обычно изготавливается из муки, яиц, дрожжей, разрыхлителя, соли, теплого молока или пахты. Вместо дрожжей иногда используется пиво. Тесто должно подняться за час, чтобы олибол стал достаточно мягким. Олиболы можно заправлять изюмом, цукатами, смородиной или яблоками. Пончики готовят, опуская небольшое количество жидкого теста в кастрюлю с раскалённым маслом, формируя шарики с помощью двух ложек или щипцов для мороженого. Готовые олиболы обычно посыпают сахарной пудрой.
- Олиболы
- Традиционные голландские Оliebollen
- Олиболы и шампанское в новогоднюю ночь (1975)
- Олиболы, Новый год (1975)
- Тост за Новый год (1966)